# Margareta Bourgeoys

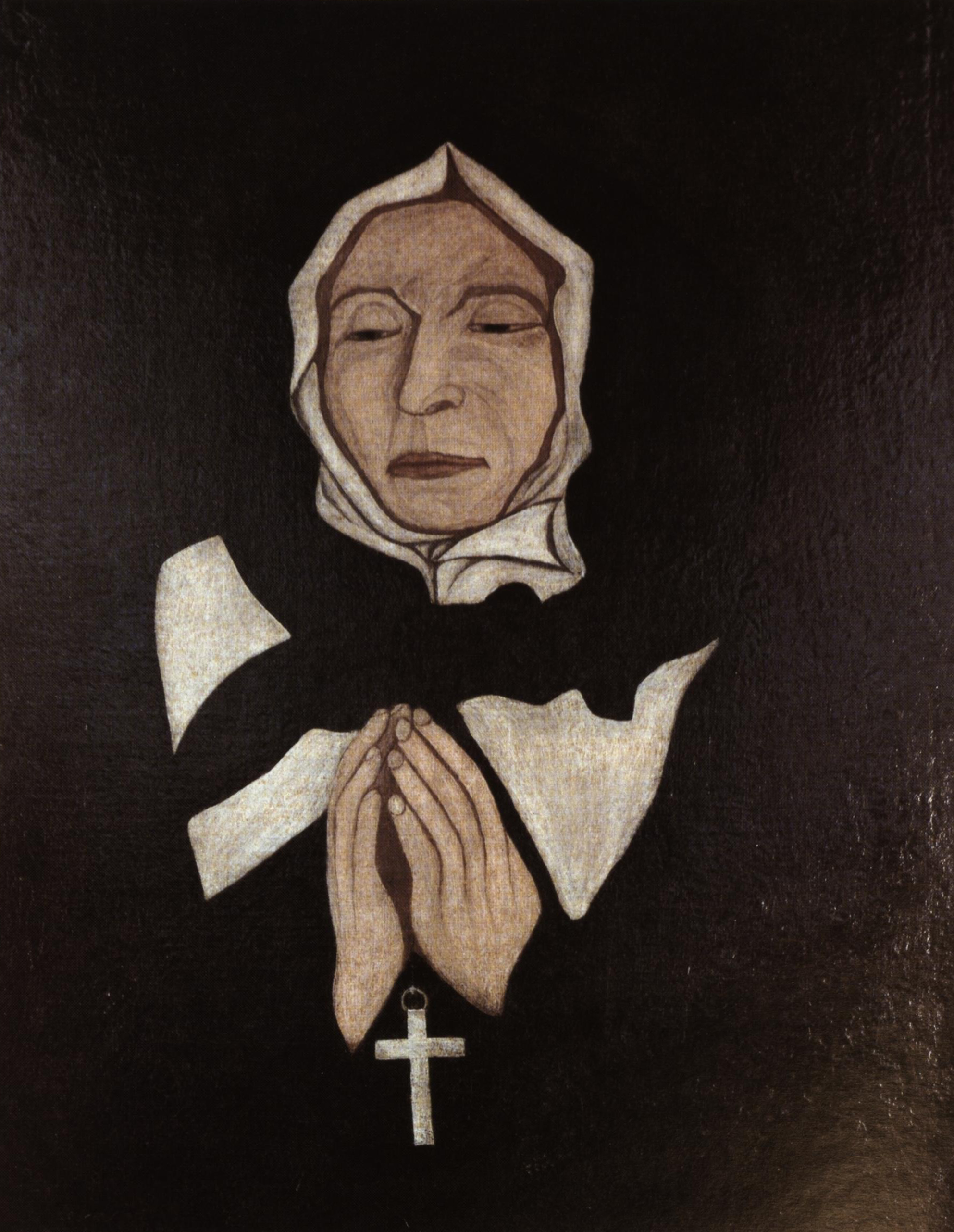
Porträt Marguerite Bourgeoys von Pierre le Ber (um 1700)

Margareta Bourgeoys (* 17. April 1620 in Troyes; † 12. Januar 1700 in Montreal; eigentlich Marguerite Bourgeoys) ist eine Heilige der Römisch-katholischen Kirche. Sie war in Neufrankreich als Erzieherin tätig. Sie gründete eine Schule sowie 1658 die Congrégation de Notre-Dame de Montréal („Schwestern Unserer Lieben Frau“). Sie wurde 1950 selig- und 1982 heiliggesprochen.
Am 17. Juni 1985 ehrte die kanadische Regierung, vertreten durch den für das Historic Sites and Monuments Board of Canada zuständigen Minister, Bourgeoys und erklärte sie zu einer „Person von nationaler historischer Bedeutung“.

## Leben
Als 20-Jährige wandte sich Margareta Bourgeoys vom weltlichen Leben ab, nachdem sie während einer Prozession beim Anblick einer Marienstatue tief ergriffen worden war. Sie schloss sich der Marianischen Kongregation an und wurde deren Präfektin. Der Gouverneur der französischen Kolonie Ville-Marie (Montreal) in Neufrankreich, der seine Schwester in Troyes besuchte, legte ihr 1653 die Übersiedlung auf den amerikanischen Kontinent nahe. Im selben Jahr eröffnete sie dort eine Mädchenschule. Nicht zuletzt nahm sie sich der Töchter des Königs (filles du Roi) an. Bei einem Besuch in Frankreich gewann sie vier junge Frauen dafür, sich ihr anzuschließen. Mit ihnen gründete sie das Institut Unserer Lieben Frau in Montreal. Es war die erste in Neufrankreich entstandene Kongregation. Bei einer weiteren Reise nach Frankreich von 1669 bis 1671 erhielt sie von Ludwig XIV. eine Bestätigungsurkunde für das Institut. Von einer dritten Reise nach Frankreich kehrte sie 1680 nach Neufrankreich zurück. Das Gebäude der Kongregation wurde Ende 1683 durch ein Feuer zerstört, zwei Schwestern kamen dabei ums Leben. Margareta Bourgeoys begann von neuem in einem Stall, der als Schule und Wohnung genutzt wurde. Schließlich konnte sie ein neues Klostergebäude errichten. 1698 wurden die Statuten der Congrégation de Notre-Dame de Montréal von Bischof Jean-Baptiste de la Croix Chevrière de Saint-Vallier von Québec approbiert. 1889 erhielt die Gemeinschaft von Papst Leo XIII. die Anerkennung als Kongregation päpstlichen Rechts.
Ein Museum in der Rue Saint-Paul in Montreal bietet eine Ausstellung über ihr Leben und Wirken.